# Nordnorge
Die Nordnorge (norwegisch für Nordnorwegen) ist ein Passagier- und RoRo-Schiff der Reederei Hurtigruten ASA und verkehrt auf der Hurtigruten an der Küste Norwegens im Linienverkehr. Das Schiff ist nach dem nördlichsten Landesteil Norwegens (offiziell: Nord-Norge) benannt. Sie ist das vierte Schiff der Reederei, das diesen Namen trägt. Die erste Nordnorge wurde bereits 1924 in Dienst gestellt.

## Geschichte

### Bau und Indienststellung
Die Nordnorge wurde auf der Werft Kværner Ulsteinvik a.s. (Kleven Verft A/S) in Ulsteinvik gebaut. Die Kiellegung erfolgte am 8. September 1995. Am 19. März 1997 wurde das Schiff an die Reederei Ofotens og Vesteraalens Dampskibsselskap A/S (OVDS) abgeliefert. Einen Tag später erfolgte die Taufe durch die norwegische Politikerin Sissel Rønbeck.

### Einsatz
Nach einer Kreuzfahrt durch die Nordsee nahm die Nordnorge am 29. April 1997 den Liniendienst auf der Strecke Bergen – Kirkenes auf.
Beginnend von November 2002 bis April 2003 wurde die Nordnorge in den folgenden Jahren während der Wintermonate der Nordhalbkugel für Expeditions-Kreuzfahrten in der Antarktis eingesetzt. Im Herbst 2004 legte die Nordnorge die Strecke zwischen Hammerfest (Norwegen) und Ushuaia (Argentinien) in 43 Tagen zurück. Dabei wurden unter anderem mehrere europäische Städte, die Kanarischen Inseln sowie Rio de Janeiro und Buenos Aires angelaufen.
Im Winterhalbjahr 2008/09 war die Nordnorge aufgrund massiver finanzieller Probleme der Reederei Hurtigruten ASA aufgelegt und später als Hotelschiff an Aker Solutions verchartert. Im Sommer 2009 erfolgte eine Generalüberholung bei der Bredo-Werft in Bremerhaven. Am 1. April 2010 wurde sie wieder in den Liniendienst an der norwegischen Küste eingegliedert.
Im Jahr 2016 erfuhr das Schiff eine umfangreiche Modernisierung in einem neuen arktischen Design, inspiriert vom arktischen Meer und der norwegischen Küstenlandschaft. Neu gestaltet wurden unter anderem die Restaurants, die Multe-Bäckerei, die Rezeption mit Expeditionsleitung und Shop sowie zahlreiche Kabinen. Des Weiteren tauschte man sämtliche Bodenbeläge gegen sichere geräuschdämpfende Beläge aus. Die Nordnorge besitzt ein Expeditionsteam, das Vorträge im Konferenzraum hält, Ausflüge begleitet und den Passagieren viel Wissenswertes über Orte und Landschaften entlang der Route vermittelt.

### Besondere Vorkommnisse
- Die Nordnorge nahm in der Nacht auf den 1. Februar 2007 die Passagiere ihres Schwesterschiffs Nordkapp auf, das am 30. Januar vor Deception Island in der Antarktis auf Grund gelaufen war.[5][6]
- Am 23. November 2007 war die Nordnorge an der Rettung der Passagiere der Explorer in der Antarktis beteiligt.[7][8]
- Von einer Reise der Nordnorge berichtete der Sender NRK2 im Juni 2011 134 Stunden lang live, was in Norwegen für einen Zuschauerrekord sorgte.[9]
- Am 3. November 2014 kam es vor der Ortschaft Skjervo zu einer Grundberührung[10]

## Maschinenanlage und Antrieb
Die konventionell ausgeführte Antriebsanlage der Nordnorge besteht aus zwei Sechszylinder-Viertakt-Dieselmotoren der Baureihe Krupp 6M552C, die über Reduktionsgetriebe des Typs Lohmann Navilus GCK 755HP auf die beiden KaMeWa-Verstellpropeller wirken. Die Stromversorgung erfolgt über zwei Wellengeneratoren, die von zwei zusätzlichen Dieselgeneratoren und einem Notgenerator ergänzt werden. Zur Verbesserung der Manövrierfähigkeit bei niedrigen Fahrgeschwindigkeiten ist die Nordnorge mit je zwei Brunvoll-Querstrahlanlagen im Bug- und Heckbereich ausgerüstet.

## Ausstattung
Die Nordnorge ist für maximal 590 Passagiere zugelassen. Sie verfügt über 476 Betten in 211 Kabinen, von denen drei barrierefrei gestaltet sind. Das Kabinenangebot beinhaltet 12 Suiten unterschiedlicher Größe. Auf dem Schiff sind Stellplätze für 35 Fahrzeuge vorhanden. Der Zugang zum Fahrzeugdeck erfolgt über eine hydraulisch betätigte Rampe auf der Backbordseite.
Die Nordnorge ist mit dem Restaurant „Torget“, einem A-la-carte-Restaurant, einem Bistro sowie der Multe-Bäckerei mit Cafe und Eisbar ausgestattet. Oberhalb der Brücke hat man von einer großzügigen dreiseitigen verglasten Lounge (Explorer-Salon) mit der Panorama-Bar einen guten Blick auf die vorbeiziehenden Landschaften. Ebenfalls auf Deck 7 befindet sich das Sonnendeck mit geschützten und beheizten Sitzbereichen. Darüber hinaus bietet das Schiff ein Promenadendeck, einen Fitnessraum, einen Wellness-Bereich mit Sauna sowie zwei Whirlpools im Außenbereich. Das Schiff ist mit WLAN ausgestattet.
- Deck 7: Explorer-Salon mit Panorama-Bar, Multe-Bäckerei mit Cafe und Eisbar, Sonnendeck, Spielecke, Fitnessraum
- Deck 6: Brücke, Kabinen, 2 Whirlpools
- Deck 5: Kabinen, 6 Rettungsboote, Rettungsinseln, umlaufendes Promenadendeck
- Deck 4: Restaurant „Torget“, Bistro „Bygga“, A-la-carte-Restaurant „Kysten“, Rezeption „Kompass“ mit Tour-Guide und Shop, 2 Konferenzräume
- Deck 3: Rezeption, Vestibül, Gangway, Kabinen, Wäscherei
- Deck 2: Kabinen, Autodeck, Krankenstation, Sauna
- Deck 1: Zugang nur für Besatzungsmitglieder

## Galerie

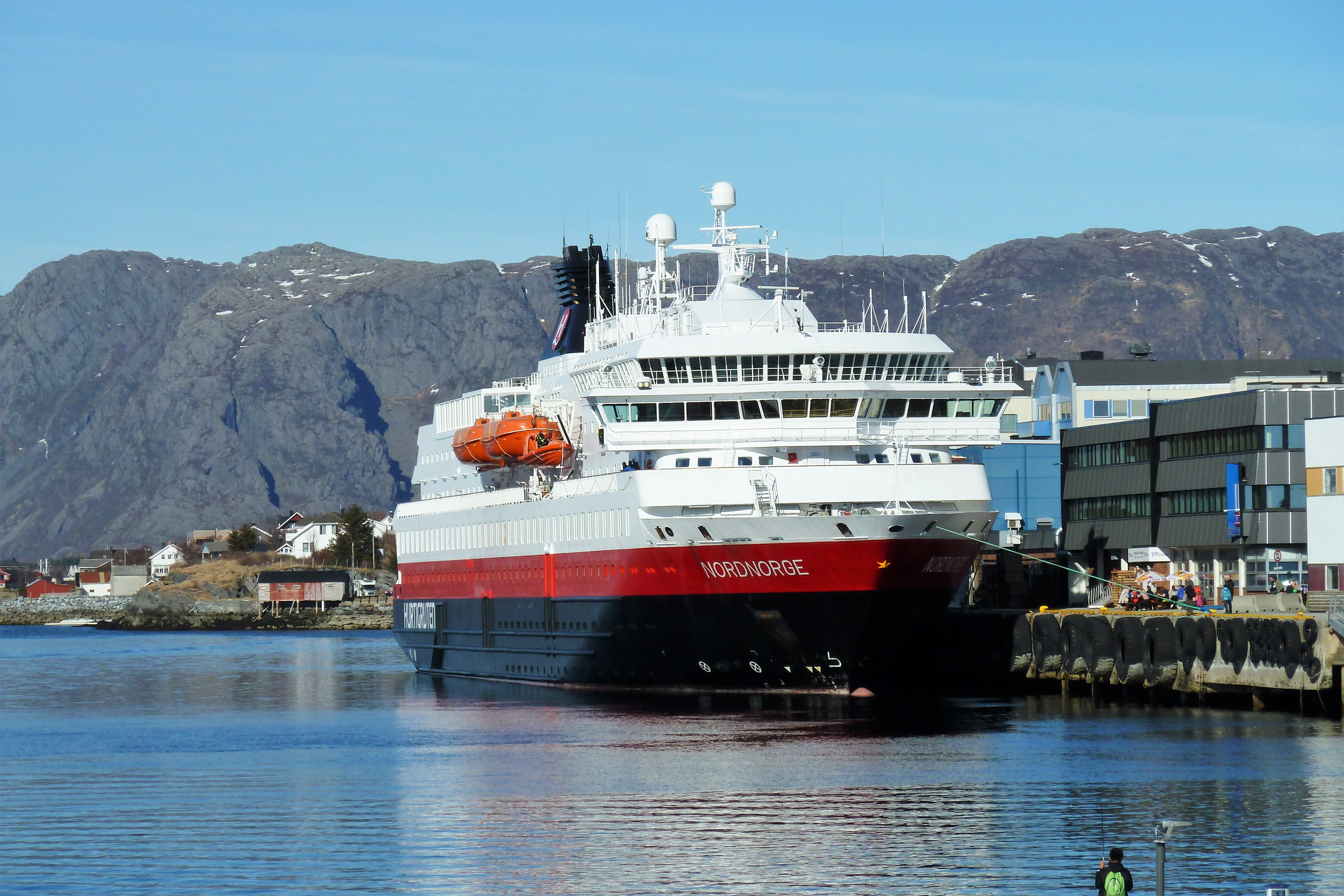
Die Nordnorge 2019 in Brønnøysund
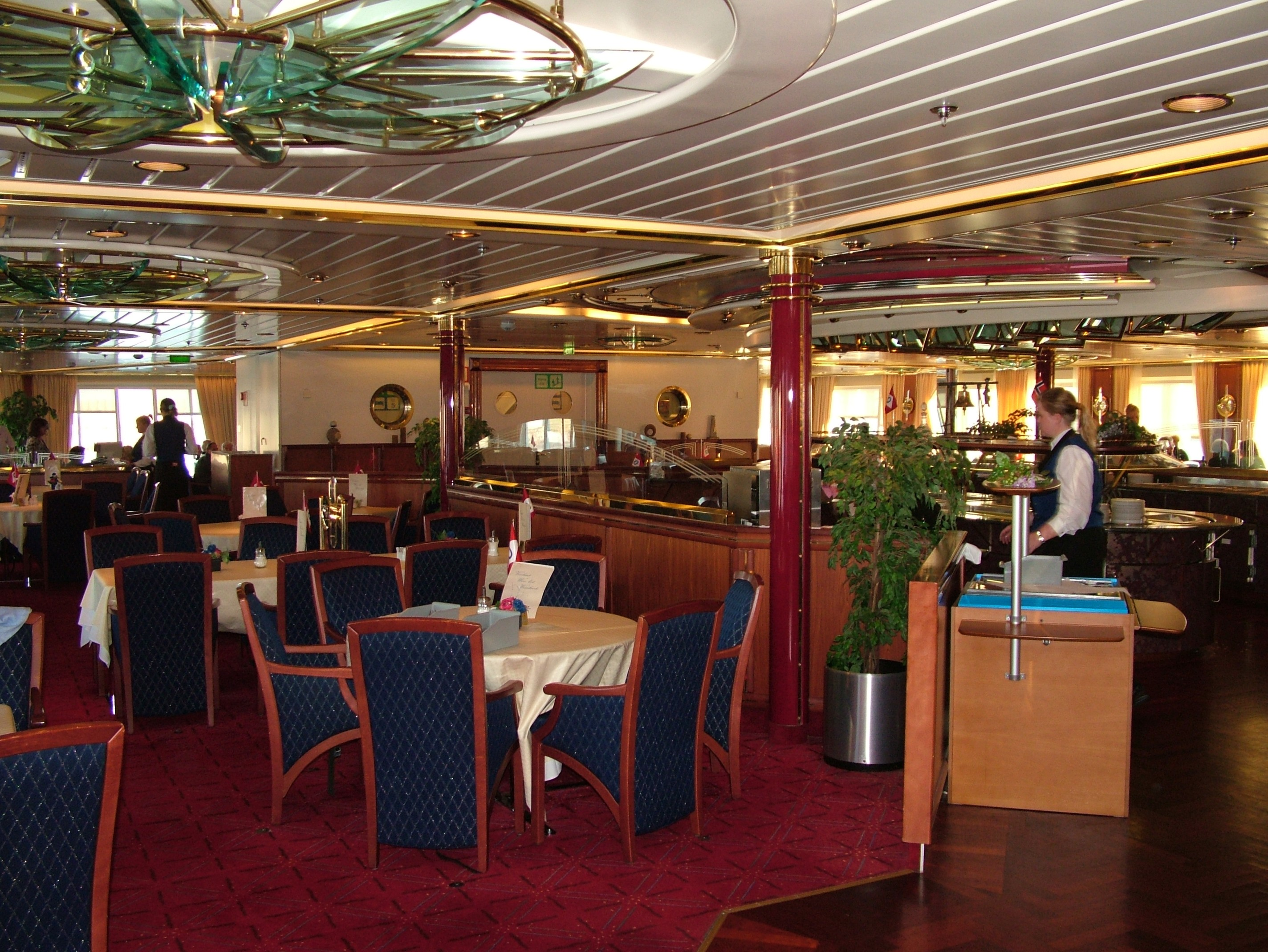
Das Restaurant auf der Nordnorge vor der Modernisierung
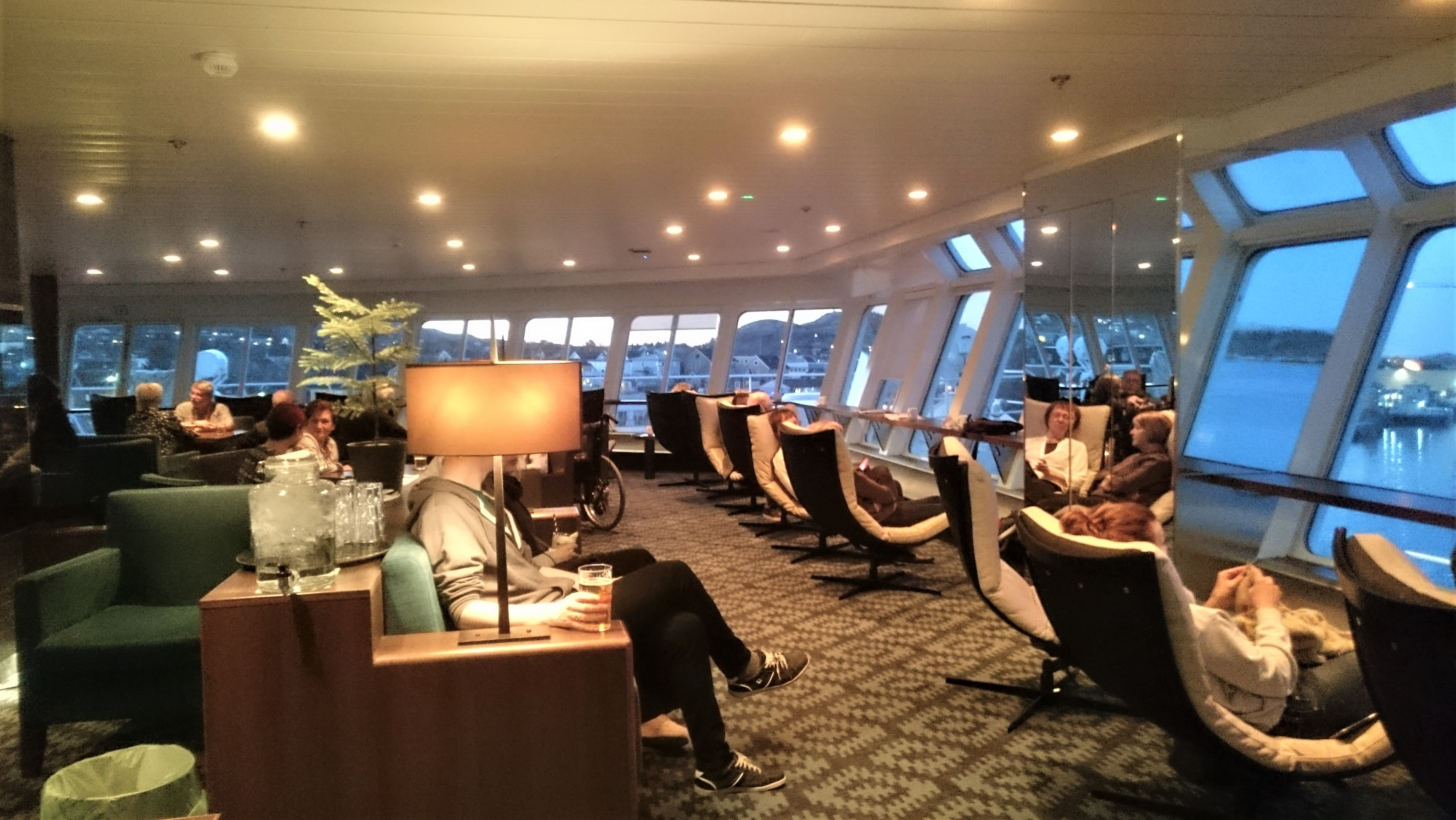
Explorer-Lounge der Nordnorge im Jahr 2019
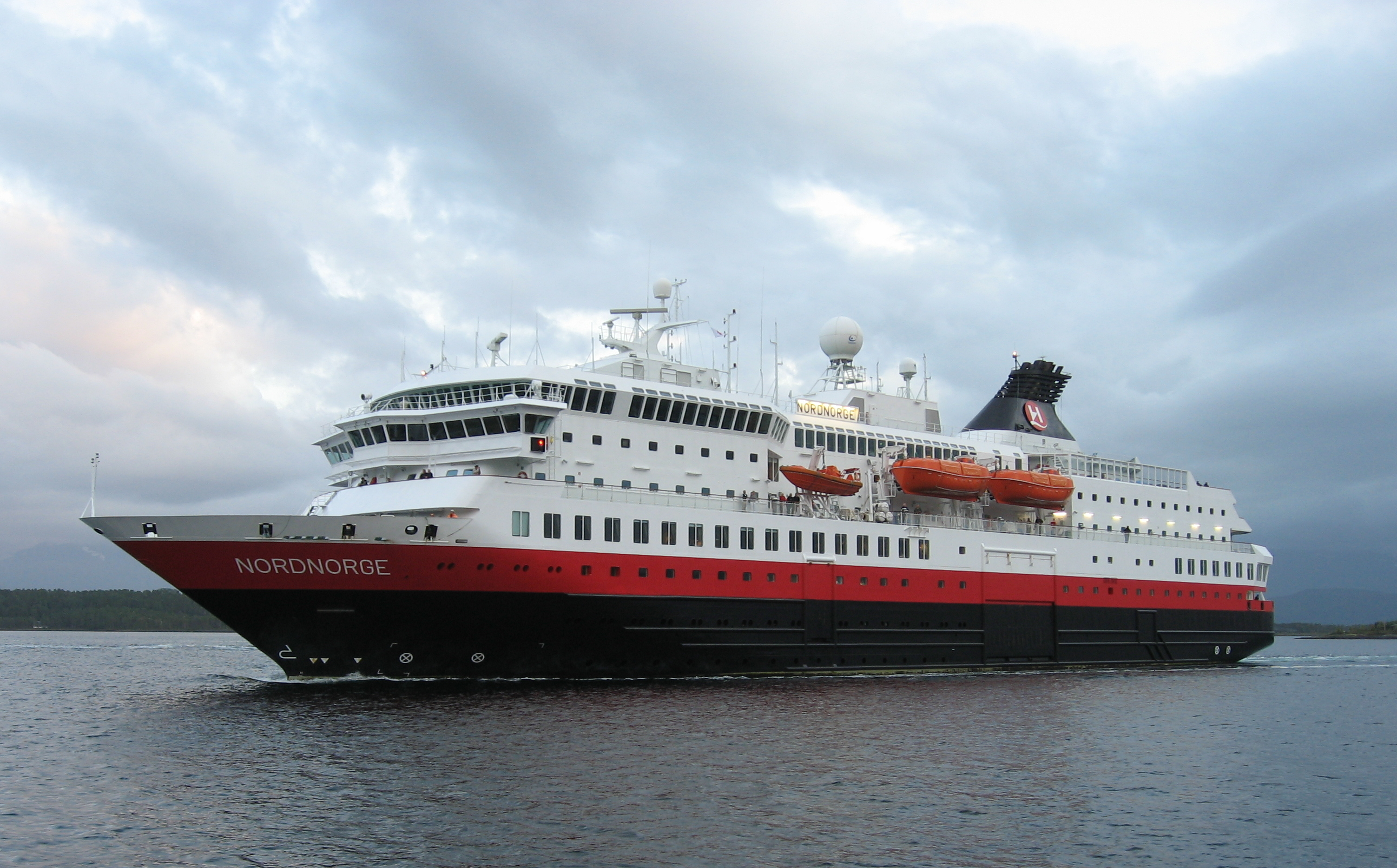
Die Nordnorge in Molde
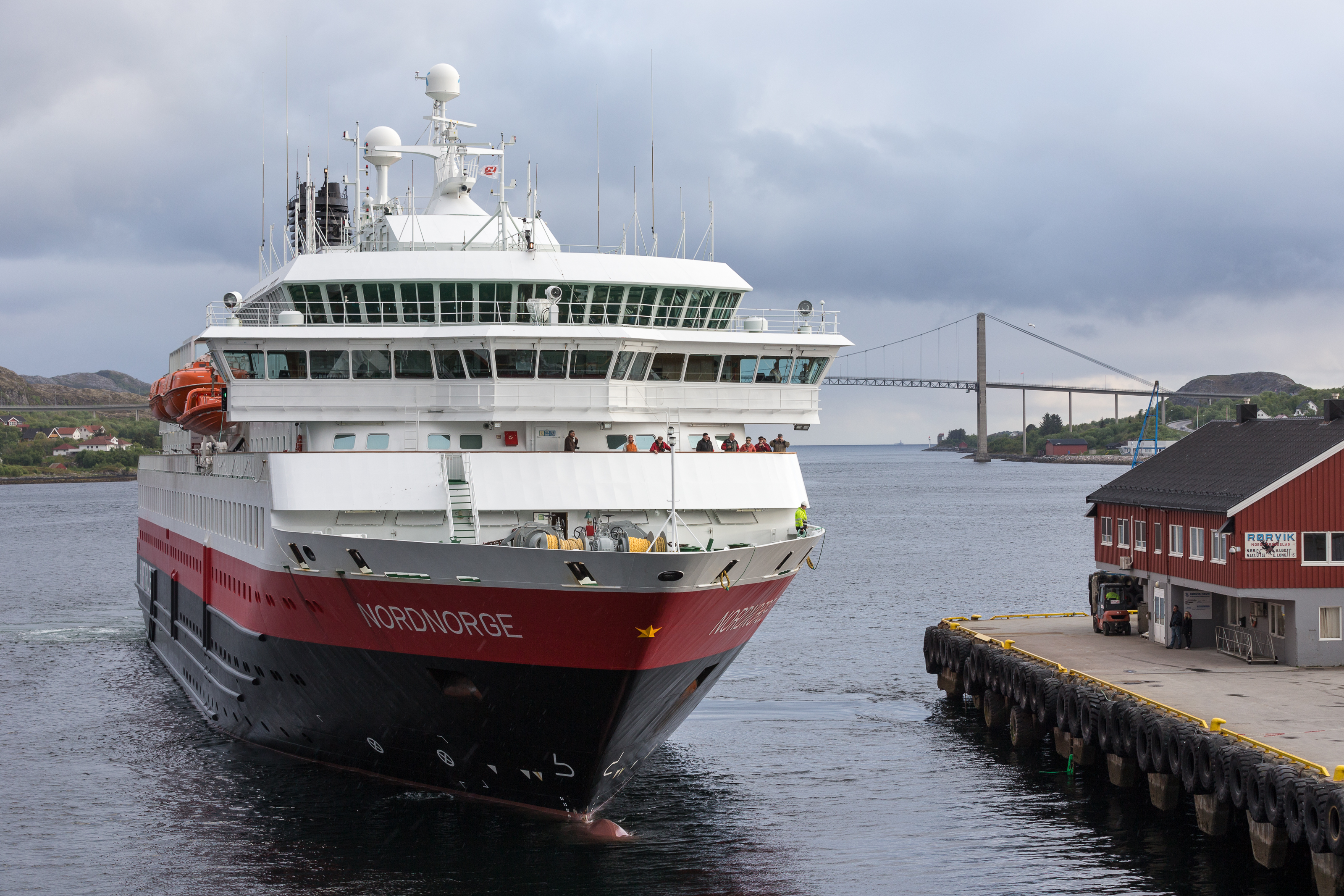
Die Nordnorge legt in Rørvik an
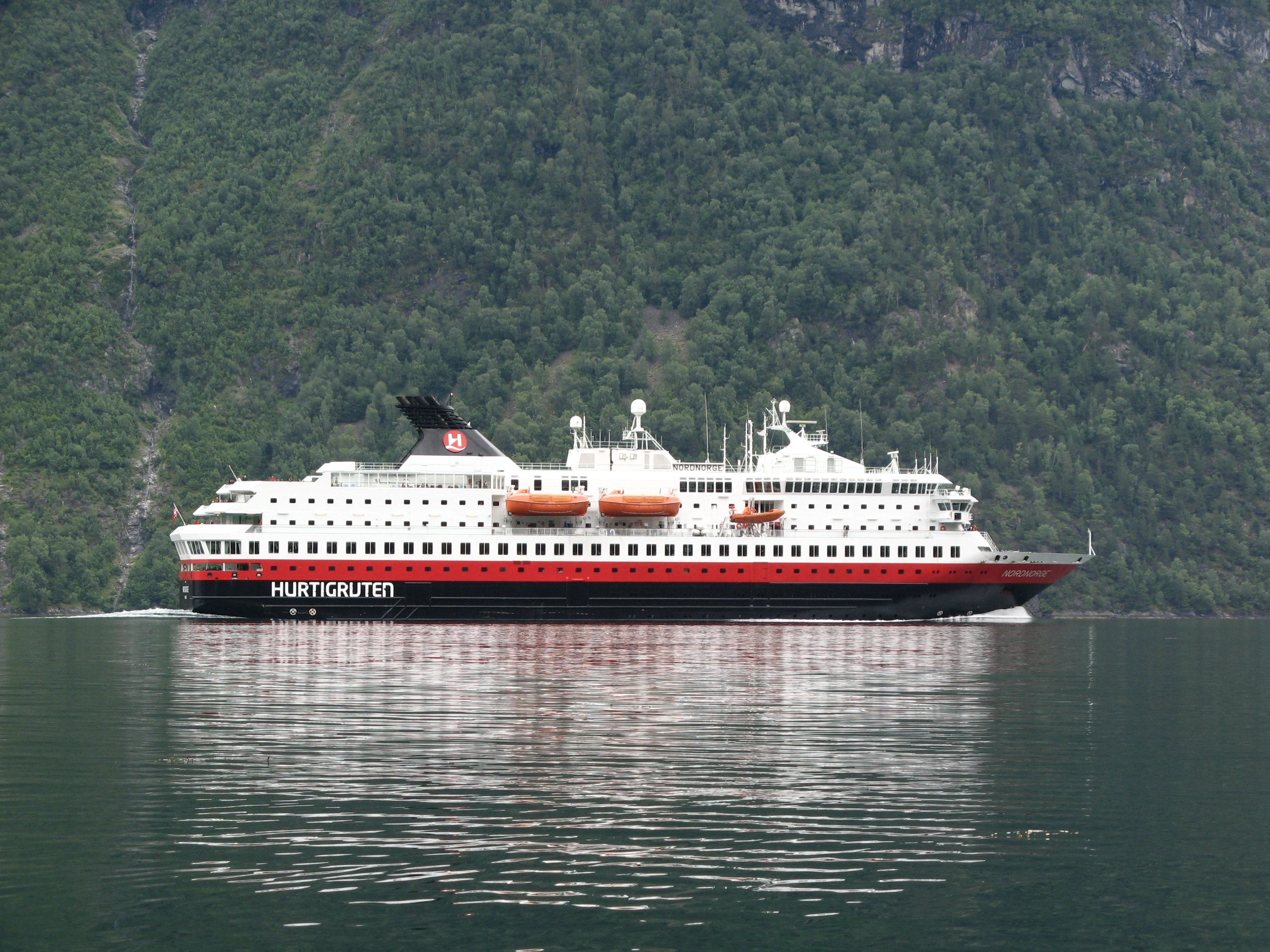
Die Nordnorge im Sunnylvsfjord
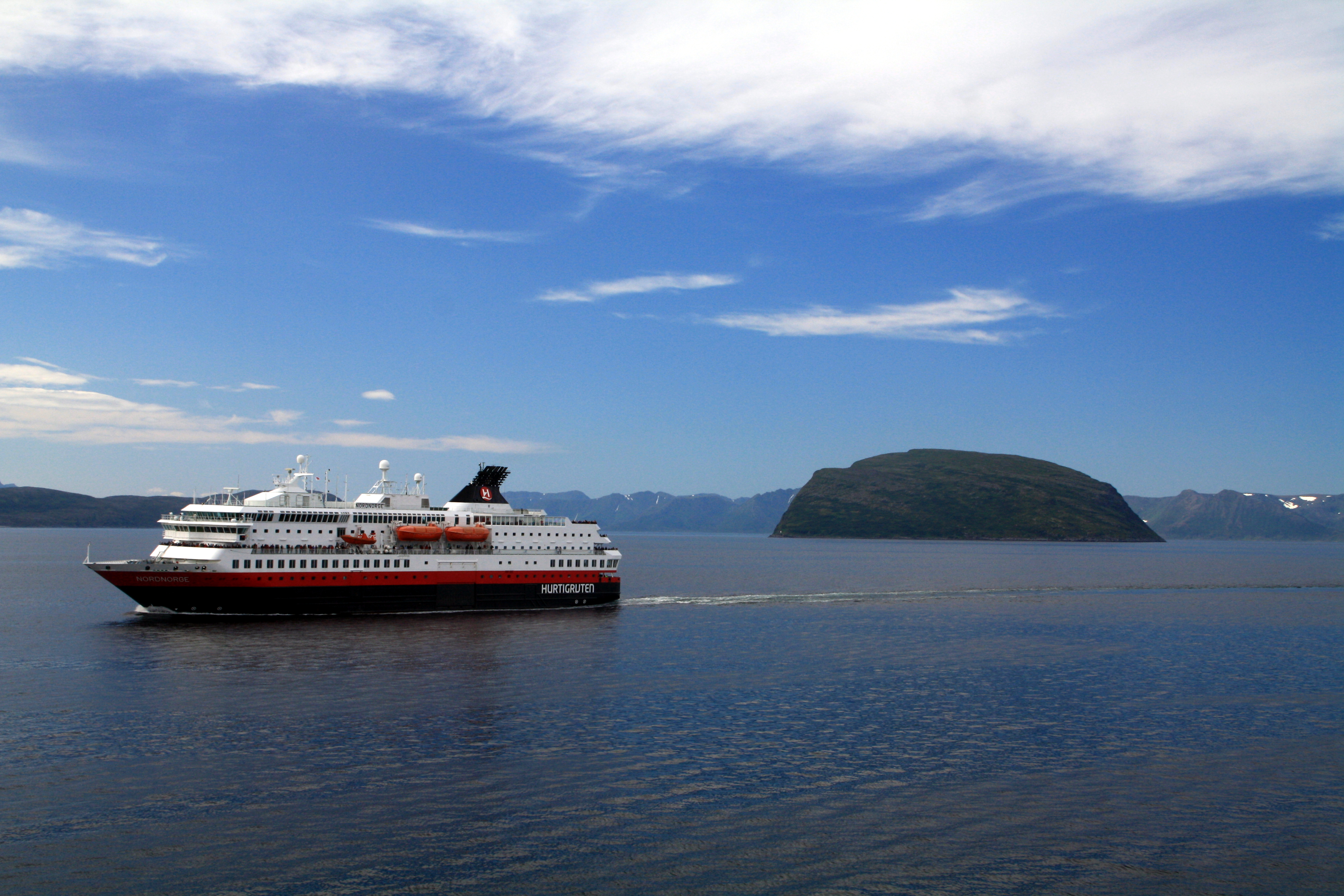
Die Nordnorge passiert die Insel Håja bei Hammerfest
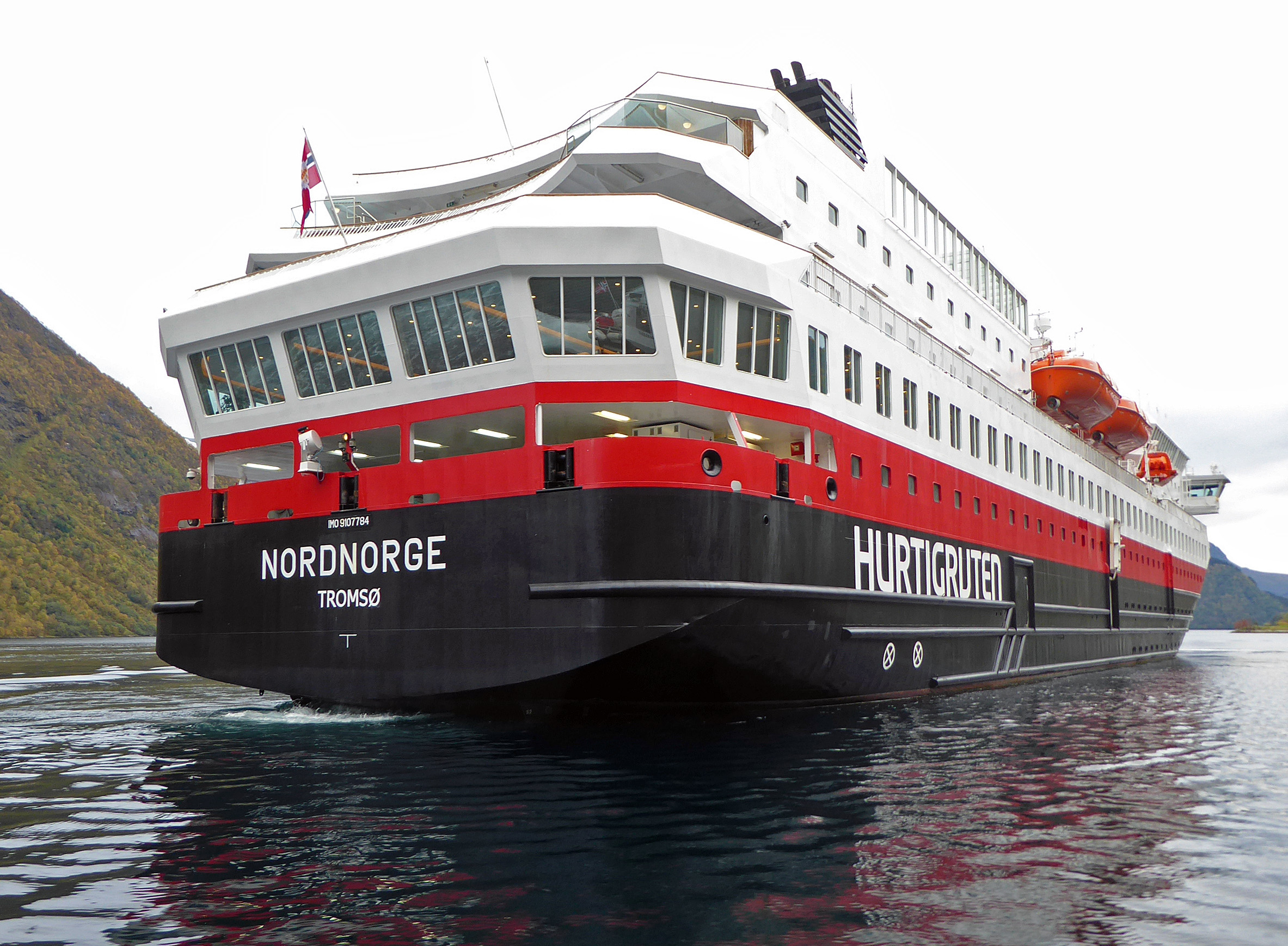
Heckansicht der Nordnorge